# Tro-Bro Léon 2012
Il Tro-Bro Léon 2012, ventinovesima edizione della corsa e valida come evento dell'UCI Europe Tour 2012 categoria 1.1, si svolse il 15 aprile 2012 su un percorso totale di circa 206,4 km. Fu vinto dal canadese Ryan Roth che terminò la gara in 5h16'40", alla media di 39,1 km/h.
Al traguardo 67 ciclisti portarono a termine il percorso.

## Ordine d'arrivo (Top 10)
| Pos. | Corridore           | Squadra      | Tempo    |
| ---- | ------------------- | ------------ | -------- |
| 1    | Ryan Roth           | SpiderTech   | 5h16'40" |
| 2    | Benoît Jarrier      | Véranda Rid. | a 13"    |
| 3    | Guillaume Boivin    | SpiderTech   | a 37"    |
| 4    | Arnaud Démare       | FDJ-BigMat   | s.t.     |
| 5    | Kristof Goddaert    | AG2R La Mon. | s.t.     |
| 6    | Lloyd Mondory       | AG2R La Mon. | s.t.     |
| 7    | Aleksejs Saramotins | Cofidis      | s.t.     |
| 8    | Jérémie Galland     | Saur-Sojasun | s.t.     |
| 9    | Romain Feillu       | Vacansoleil  | s.t.     |
| 10   | Tony Hurel          | Europcar     | s.t.     |